# Нубар-паша
Нуба́р-паша́ (з.-арм. Նուպար Փաշա, араб. نوبار باشا‎, при рождении Нубар Нубарян (з.-арм. Նուպար Նուպարեան); январь 1825, Смирна, Османская империя — 14 января 1899, Париж, Третья Французская республика) — египетский государственный деятель армянского происхождения, первый премьер-министр Египта. Играл большую роль в общественно-политической и культурной жизни армянской общины Египта, а также всего Спюрка (армянской диаспоры).

## Биография
Нубар Нубарян родился в семье турецких армян, окончил армянскую школу в родной Смирне (ныне Измир). Отец его Мкртич был потомком военачальника Нубара, сподвижника легендарного Давид-бека. Мкртич был женат на сестре Погос-бея Юсуфяна, другого армянина из Смирны, который стал министром и личным секретарем Мухаммеда Али, вали Египетского эялета, этнического албанца. В одну из своих египетских поездок Мкртич взял с собой сына. Смышленый и бойкий мальчик произвёл впечатление на дядю, и Погос-бей решил взять Нубара на воспитание. Нубара отправили на обучение сначала в Веве (Швейцария), затем в Тулузу (Франция) в иезуитский колледж. В 17 лет, получив блестящее образование, Нубар вернулся в Египет, где Погос-бей сделал его своим секретарем. В 1845 году Нубар стал личным секретарём Аббаса I Хильми, правившего в Египте после смерти своего деда Мухаммеда Али. В этом качестве он в 1850 году отправился в Лондон, где он твёрдо отстаивал права Египта и семьи Мухаммеда Али от притязаний османского султана. Ибо, согласно ранее подписанному соглашению, за родом Мухаммеда Али было закреплено право на преемственность. Успешно справившись с данным поручением, Нубар удостоился чести зваться Нубар-беем.
В 1853 году Нубар-бей был направлен в Вену в ранге полномочного министра. В австрийской столице он пробыл до кончины Аббаса I в 1854 году. Преемник Аббаса I — Мухаммед Саид-паша — отправил Нубара в отставку, но через два года назначил старшим секретарём. В этом ранге Нубар-бей способствовал завершению работ по строительству железной дороги Каир — Суэц. Затем он снова был направлен в Вену. Оттуда Саид-паша вновь призвал его к себе, на сей раз — главным секретарем. В этой должности он пребывал до смерти паши в январе 1863 года.
В должность вали вступил друг Нубар-бея, племянник Саид-паши, 33-летний Исмаил-паша. Ещё в мае 1858 года Нубар отговорил Исмаила от поездки на поезде, во время крушения которого погиб его старший брат, принц Ахмед.
В 1866 году Исмаил-паша направил своего доверенного Нубар-бея в Константинополь, чтобы тот официально оформил в надлежащем порядке у султана Османской империи Абдул-Азиза факт вступления Исмаила в права вали Египта, а также чтобы подтвердил египетскую концессию на прокладку Суэцкого канала, призванного соединить Средиземное и Красное моря. Нубар сумел убедить султана в необходимости выделить на строительство канала баснословную сумму. «Постройка канала между Средиземным и Красным морями была бы самым важным событием мир века!» — гласил султанский фирман.
Удовлетворенный результатами визита Нубар-бея к султану, Исмаил-паша поручил ему взять в свои руки завершение работ по Суэцкому каналу (христианам-неиностранцам подобное доверяли редко). Технические трудности, стоявшие перед строителями канала, были велики. Нубар-бей съездил в Париж, чтобы уладить спорные вопросы между Египтом и французской Компанией Суэцкого канала. Решение вопроса было вынесено на арбитраж императора Наполеона III. Египту это обошлось в 4 миллиона фунтов стерлингов. По возвращении из Парижа Нубар-бей занял кресло министра общественных работ и был удостоен титула паши. А вскоре он стал министром иностранных дел Египта.
В июне 1867 года по настоянию Нубар-паши султан Абдул-Азиз возводит Исмаил-пашу в ранг вице-султана — хедива, правителя Египетского хедивата с правом наследования власти по первородству, что ставило его выше других наместников Османской империи. Одной из причин такой уступчивости султана было разразившееся годом ранее восстание греков на Крите. Новый хедив не преминул воспользоваться ситуацией ради достижения широкой внутренней автономии Египта в рамках Османской империи.
Устарелая судебная система, действовавшая с XV века в Османской империи (куда входил и Египет), требовала коренной ломки. В Каире размещались 17 консульств, и при каждом из них был свой суд со своим особым кодексом. Француз имел право подать иск только во французский суд, высшая инстанция которого находилась в городе Экс-ан-Прованс во Франции; итальянцу приходилось апеллировать в Анкону (Италия), а русскому — в Санкт-Петербург. В результате 9-летних стараний Нубар-паши в 1876 году неразбериха была устранена и все эти 17 судов были заменены тремя смешанными Международными судами с единым кодексом. Они располагались в Александрии, Каире и Эль-Мансуре.
Вершиной же карьеры Нубара стало его назначение премьер-министром Египта. Он занимал эту должность трижды: с 28 августа 1878 по 23 февраля 1879 года, с 10 января 1884 года по 9 июня 1888 года и с 16 апреля 1894 по 12 ноября 1895 года. Британский генерал-ревизор Египта писал, что Нубар-паша — «самый интересный из современных египетских политиков. С интеллектуальной точки зрения он стоит на голову выше своих конкурентов».
Нубар-паша принимал руководящее участие в оказании помощи армянам, прибывавшим в полунезависимый Египет из деспотической Турции, содействовал развитию армянской периодической печати, организации армянских школ, центров культуры и просвещения во многих армянских общинах. В 1878 году Нубар-паша разработал и направил Берлинскому конгрессу свою программу улучшения положения армян Османской империи (в соавторстве с архиепископом Мкртичем Хримяном), но она не была представлена конгрессу. Программа Нубар-паши исходила из того, что западные армяне не претендуют на политическую независимость, но стремятся приобрести гражданские свободы и права, обеспечивающие их безопасность, честь их жён и дочерей, неприкосновенность имущества. Автор программы считал, что все предшествовавшие попытки реформ не имели успеха, потому что осуществлялись турецкими чиновниками, которые руководствовались религиозным фанатизмом и личными интересами. Для обеспечения успеха реформ Нубар-паша считал необходимым иметь пост общего правителя, который должен занимать армянин, утверждаемый султаном и пользующийся покровительством европейских государств. Реформы предполагалось осуществить в трёх сферах:
- создание охранного отряда при правителе для прекращения разбоя;
- судебная реформа;
- изменение налоговой системы — часть налогов должна была назначаться в целях получения средств на содержание армянских школ, церковных учреждений и т. д.; размер налогов должен был определяться общими собраниями населения области и гаваров.

В 1880 году Нубар-паша профинансировал издание в Париже франкоязычного сборника «Историческая коллекция древней и новой Армении».
В период британского протектората Нубар-паша с горькой иронией сказал: «Я здесь не для того, чтобы править Египтом, а для того, чтобы проводить политику британского правительства в Египте. Я лишь смазываю официальные колёса». 12 ноября 1895 года, разочарованный нежеланием Британской империи ослабить контроль над страной, Нубар-паша сложил с себя полномочия премьер-министра Египта.
Заслуги Нубар-паши перед Египтом были отмечены высшими наградами, почётными титулами; его именем были названы две улицы (в Каире и Александрии).